# Chó Husky Sibir

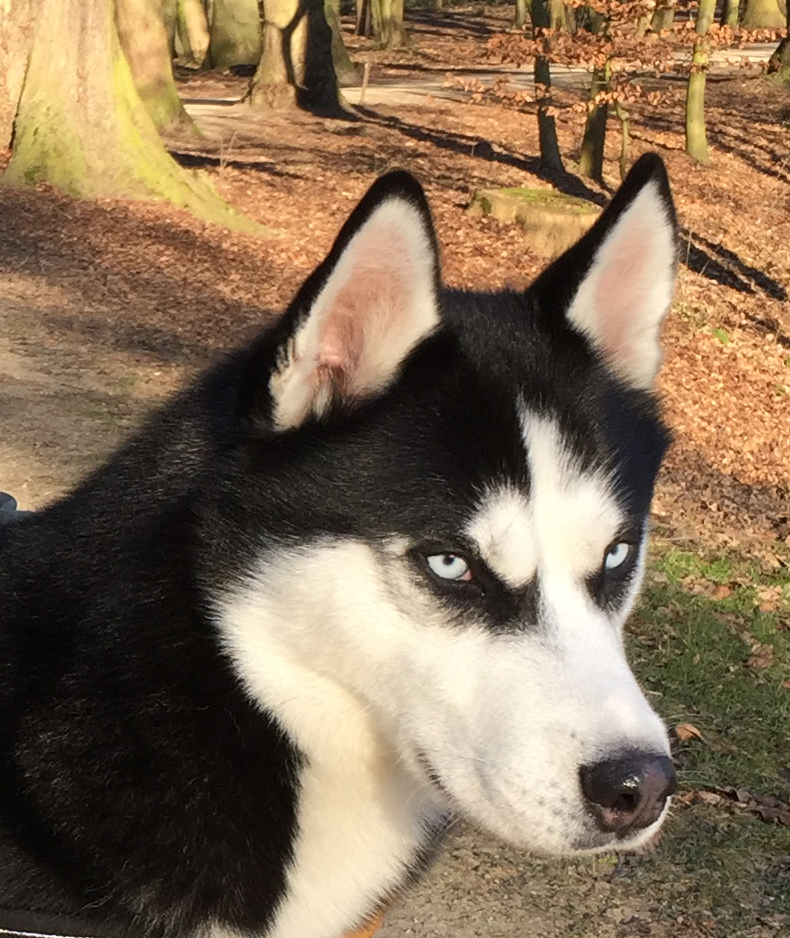

Chó Husky Sibir (còn gọi là Husky Siberia) (Tiếng Nga: сибирский хаски, "Sibirskiy khaski") là một giống chó cỡ trung thuộc nòi chó kéo xe có nguồn gốc từ vùng Đông Bắc Sibir, Nga. Xét theo đặc điểm di truyền, chó Husky được xếp vào dòng Spitz. Chó Husky có hai lớp lông dày, tai dựng hình tam giác và thường có những điểm nhận dạng khác nhau trên lông.
Chó Husky là giống chó rất ưa thích vận động do tổ tiên của chúng sống ở một trong những nơi lạnh giá nhất là Siberia, ở đây chó Husky nguyên thủy được phối giống bởi người Chukchi ở Đông Bắc Á nhằm mục đích kéo xe hàng trên một quãng đường dài trong điều kiện lạnh giá khắc nghiệt. Giống chó này được đưa tới Alaska trong thời kì khai thác vàng ở Nome rồi sau đó trở nên phổ biến ở Hoa Kỳ và Canada. Ban đầu Husky được nuôi để làm chó kéo xe nhưng về sau chúng trở thành thú nuôi làm cảnh trong gia đình.

## Lịch sử về chó Husky Sibir
Các giống chó Husky Sibir, Samoyed, và Alaskan Malamute đã được công nhận đều có chung nguồn gốc từ một giống chó cổ đại theo kết quả DNA công bố năm 2004.
Từ năm 1908, chúng được du nhập vào Alaska trong thời kỳ khai thác vàng và được sử dụng là chó kéo xe và chó đua xe. Ở đây, xe kéo bởi vì chó Husky nhanh chóng trở thành phương tiện phổ biến lúc bây giờ. Năm 1930, việc xuất khẩu chó ở Siberia bị dừng lại, cũng là năm mà "câu lạc bộ chó giống Mỹ (AKC) công nhận giống chó Husky Sibir. Chín năm sau, giống chó này lần đầu tiên được đăng kiểm ở Canada. Năm 1938 United Kennel Club công nhận giống chó "Husky Bắc Cực" và đổi tên thành Husky Sibir vào năm 1991 cho tới nay.
Giống chó Husky nguyên thủy được nuôi và phối giống bởi người Chukchi được cho là đã tuyệt chủng nhưng một phóng viên của tạp chí "Geographical magazine" vào năm 2006 đã đưa ra báo cáo chúng còn sống sau chuyến công tác của anh tại Siberia.)

## Đặc Điểm về chó Husky Sibir

### Lông của Husky Sibir
Lông của giống Husky dày hơn đa phần lông các giống chó khác gồm 2 lớp, một lớp lông dày và ngắn lót phía trong và một lớp lông mỏng hơn, dài hơn bao phủ bên ngoài giúp bảo vệ chúng khỏi cái lạnh khắc nghiệt vùng băng giá. Chúng có thể chịu được cái lạnh từ −50 đến −60 °C (−58 đến −76 °F). Chó husky thay lông tơ thường xuyên, nếu sống cùng con người thì cần chải lông hàng tuần.
Chó Husky Sibir có rất nhiều màu lông khác nhau nhưng hầu hết sẽ có chân, mõm, đốm cuối đuôi là lông trắng. Thường gặp nhất là Husky có màu lông đen-trắng, sau đó là nâu (đỏ)- trắng, xám (phấn) - trắng, trắng, và màu lông hiếm "agouti".

### Mắt của Husky Sibir

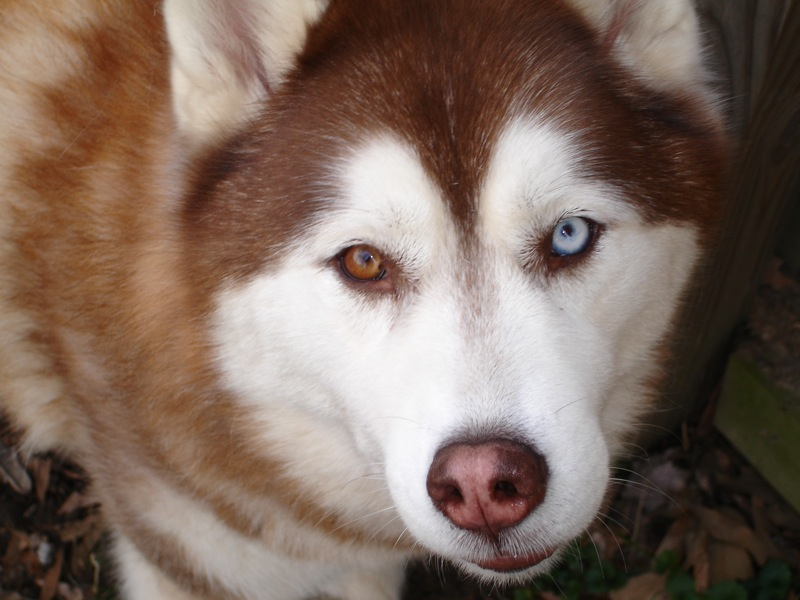
Husky hai màu mắt

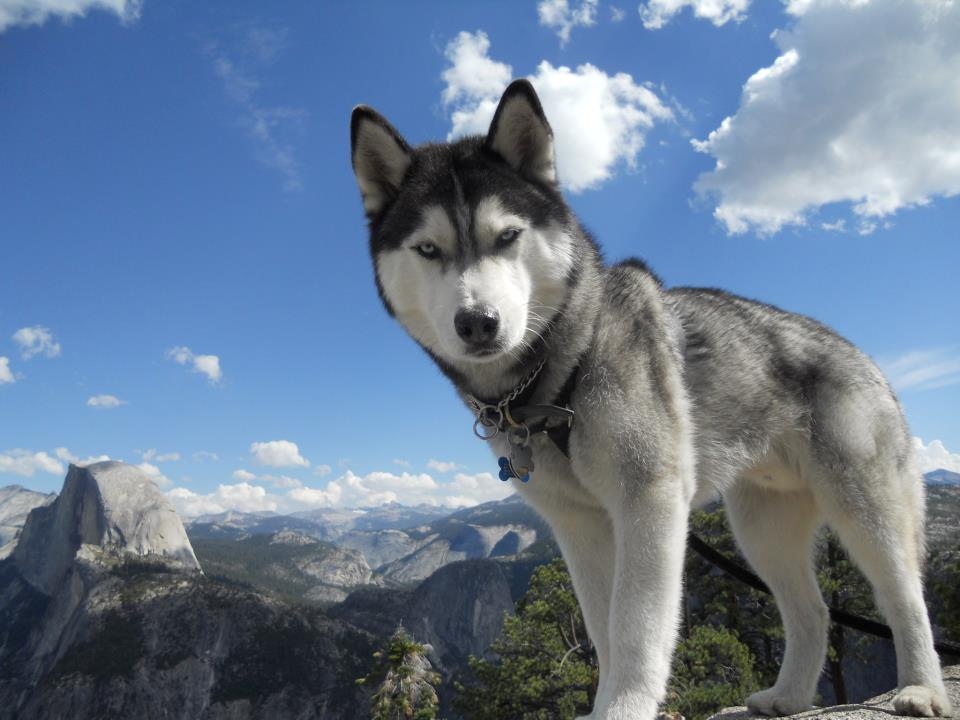
Husky Sibir với hai mắt xanh

Mắt chó Husky hình quả hạnh nhân đặt cách nhau vừa phải và hơi xếch lên. Màu mắt cũng đa dạng như xanh da trời, xanh nước biển, màu hổ phách, xanh lá cây, hoặc nâu. Một số con có thể có 2 con mắt với mỗi mắt là một màu khác nhau. Cũng có thể có một hoặc cả hai mắt có màu pha trộn (parti-colored) nửa xanh nửa nâu. Tất cả những màu mắt nêu trên đều được chấp nhận là mắt của Husky "thuần chủng".

### Mũi của Husky Sibir
Xếp theo màu lông, chó lông xám thì mũi có màu đen, lông đen thì có mũi nâu, lông nâu thì có mũi đỏ xẫm, và lông trắng thì mũi màu xám nhạt.

### Đuôi của Husky Sibir

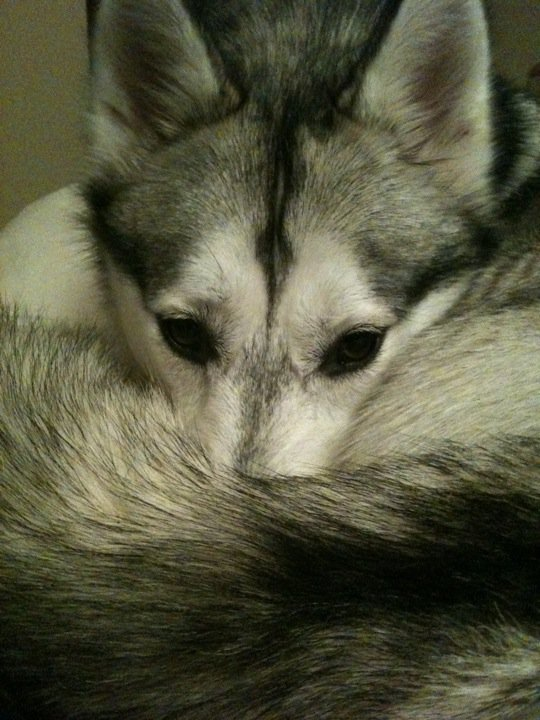
Husky giữ nhiệt cho mũi bằng đuôi

Đuôi của chó Husky dài và rất rậm lông, chúng thường hay cụp đuôi nếu không có hoạt động, khi chạy nhảy hoạt động chúng thường uốn cong đuôi lên lưng để cơ thể có thêm độ ấm. Đây cũng là đặc điểm chung của một số giống chó có nguồn gốc từ xứ lạnh như Akita, Alaskan Malamute hay Samoyed. Khi ngủ chó Husky sẽ vòng đuôi qua mõm để giữ ấm cho mũi như trong ảnh. Chúng sẽ hạ thấp đuôi khi thư giãn và dựng cong đuôi khi phấn khích hoặc tò mò.

### Kích thước của Husky Sibir
Kích thước được xem là thuần chủng của một con Husky đực là cao khoảng 21 và 23 inch (53 và 58 cm) và nặng 45 và 60 pound (20 và 27 kg). Con cái sẽ bé hơn, nó cao khoảng 20 đến 22 inch (51 đến 56 cm) và nặng khoảng 35 đến 50 pound (16 đến 23 kg).

### Tính cách của Husky Sibir
Chó Husky được xem là có ngoại hình và hành vi giống với tổ tiên của chúng là loài chó sói. Chúng thích liên lạc, giao tiếp với bằng cách hú hơn là sủa. Chúng có xu hướng đi lang thang và tìm cách trốn thoát sự tù túng. Chó Husky được xem là bậc thầy đào tẩu, chúng có thể đào hầm phía dưới, gặm nát, hoặc nhảy qua hàng rào cao.
Đây là giống chó thân thiện với trẻ em, người Chukchi còn sử dụng chó Husky như người bảo vệ con cái của họ. Vì là giống chó có nhiều năng lượng nên đa phần có dấu hiệu tăng động, phá phách khi sống nuôi nhốt trong nhà chật hẹp nên cần có phương pháp tập luyện nghiêm ngặt hơn so với những giống chó khác. Chúng có thể sẽ đuổi theo mèo, thú nhỏ một khoảng cách rất xa và đi lạc, sẽ rất nguy hiểm nếu chúng sống ở một số quốc gia có nạn bắt trộm chó phổ biến như Trung Quốc hay Việt Nam nên dây dắt là công cụ cần thiết khi đi ở ngoài. Ngoài ra tính bầy đàn của Husky rất mạnh nên chúng thích sống chúng với những con chó khác, hoặc người chủ nên thường xuyên ở bên cạnh.

## Tầm ảnh hưởng

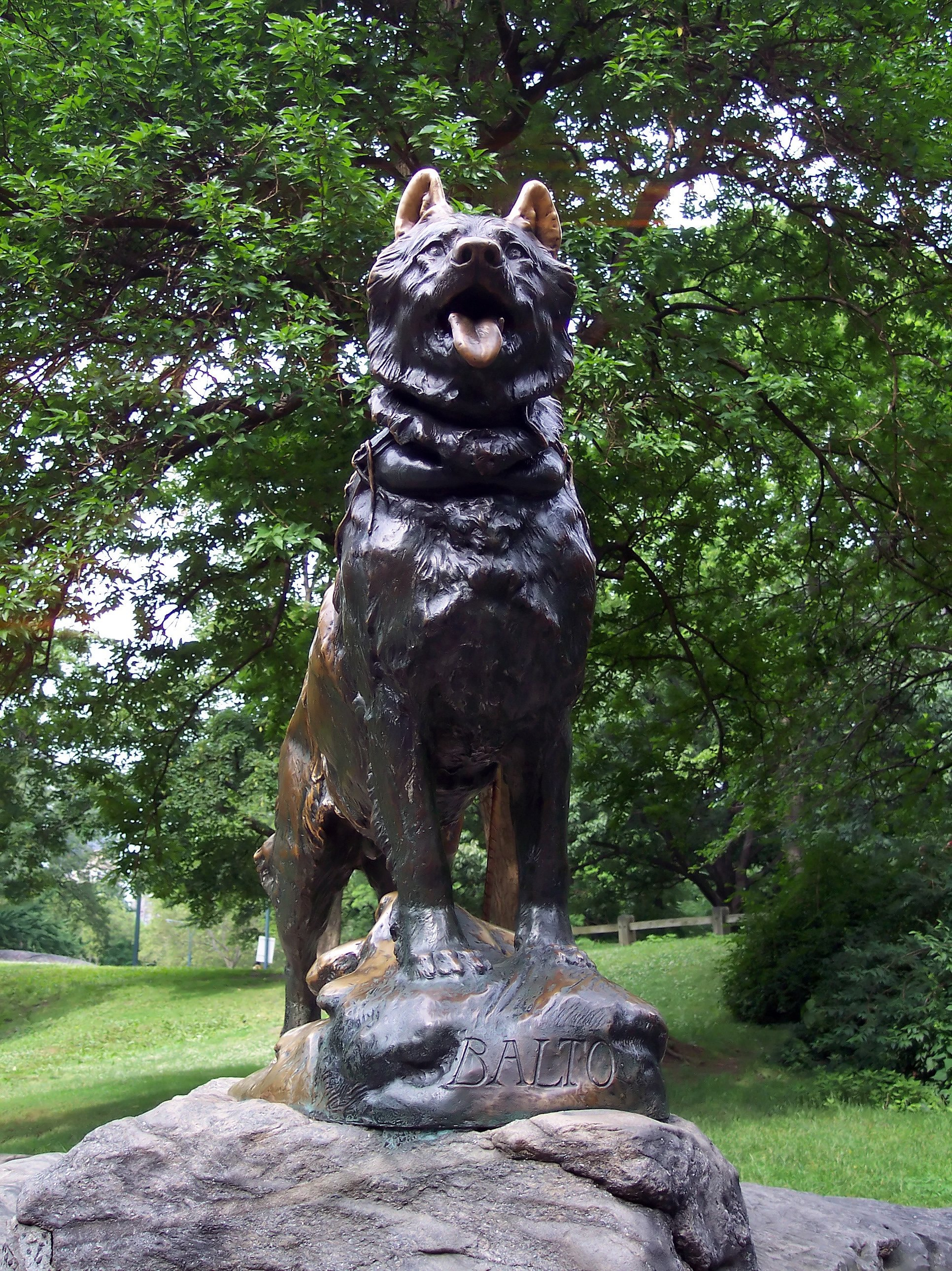
Tượng Balto ở Công viên Trung tâm New York

Năm 1925, 2 chú chó Husky tên là Balto và Togo đã trở nên rất nổi tiếng qua câu truyện "Great Race of Mercy". Chú chó Balto đã chạy liên tục quãng đường dài 53 dặm (85 km) để đưa được huyết thanh cứu người tới Nome, còn Togo là chú chó chạy được quãng đường 91 dặm (146 km), xa nhất thời điểm đó đưa chủ mình từ Norton Sound tới Golovin. Bức tượng đồng của Balto được đặt tại công viên trung tâm thành phố New York từ 1925 như một biểu tượng của lòng trung thành và quả cảm.